# Cheiraster californicus
Cheiraster californicus är en sjöstjärneart som beskrevs av Rudolf Christian Ziesenhenne 1942. Cheiraster californicus ingår i släktet Cheiraster och familjen nålsjöstjärnor. Inga underarter finns listade i Catalogue of Life.